# Boleslao I de Polonia
Boleslao I el Bravo (en polaco: Bolesław I Chrobry; 966/967-1025) de la dinastía Piast, hijo de Mieszko I y su primera esposa, la princesa checa Dobrava. Se casó con Emnilda de Lusacia con la que tuvo un hijo, Miecislao II, quien le sucedería en el trono. Su segunda esposa sería la princesa Judit de Hungría, hija del príncipe Géza y hermana de San Esteban I de Hungría. De su matrimonio con Judit, Boleslao I tendría un hijo, Bezprym, el cual no llegaría a reinar. Boleslao I reinó como duque de Polonia de 992 a 1025 y como rey de Polonia en 1025.
Bolesłao I fue un notable político, estratega y hombre de Estado. No sólo convirtió a Polonia en un país comparable a las antiguas monarquías occidentales, sino que la elevó a la primera fila de los estados europeos. Bolesłao llevó a cabo exitosas campañas militares en el oeste, el sur y el este; conquistó Gdansk, Cracovia y Silesia, y arrebató Moravia a Bohemia. . Consolidó las tierras polacas y conquistó territorios fuera de las fronteras de la actual Polonia, como Eslovaquia, Moravia, Rutenia Roja, Meissen, Lusacia y Bohemia, extendió su país al mar Báltico. Fue un poderoso mediador en los asuntos de Europa Central. Finalmente, como culminación de su reinado, en 1025 se hizo coronar Rey de Polonia  aprovechando la muerte del emperador germánico Enrique II. Fue el primer gobernante polaco en recibir el título de rex (latín: "rey").
Fue un hábil administrador que estableció la "Ley del Príncipe", sistematizó la administración y los impuestos, y construyó muchas fortalezas, iglesias, monasterios y puentes. Introdujo el primer unidad monetaria, el grzywna, dividido en 240 denarios, y acuñó su propia moneda. Bolesłao I está considerado como uno de los gobernantes de la dinastía Piast más capaces y consumados de Polonia.
Luego de su muerte, todos los monarcas polacos ostentarían el título de príncipe (duque) hasta que en 1295 utilizarían hereditariamente el de «rey» y Polonia sería ascendida al rango de reino.
Tuvo tres hijos:
- Bezprym
- Miecislao II
- ¿?, casada con Sviatopolk I de Kiev

## Primeros años

Evolución territorial polaca durante el reinado de Boleslao.

Bolesłao nació en 966 o 967, el primer hijo de Mieszko I y su esposa, princesa de Bohemia. Su Epitafio, que fue escrito a mediados del siglo XI, destacaba que Bolesław había nacido de un padre "sin fe" y una madre "creyente de verdad", lo que sugiere que nació antes del bautismo de su padre. Bolesław fue bautizado poco después de su nacimiento. Recibió el nombre de su abuelo materno, Boleslao I, duque de Bohemia. No se sabe mucho sobre la infancia de Bolesław. En su Epitafio consta que a la edad de siete años se sometió a la ceremonia tradicional de corte de pelo y se envió un mechón de su cabello a Roma. Este último acto sugiere que Mieszko quería poner a su hijo bajo la protección de la Santa Sede. El historiador Tadeusz Manteuffel dice que Bolesław necesitaba esa protección porque su padre lo había enviado a la corte de Otón I, emperador del Sacro Imperio Romano Germánico, en muestra de su lealtad al emperador. Sin embargo, el historiador Marek Kazimierz Barański señala que la afirmación de que Bolesław fue enviado como rehén a la corte imperial es discutida.
La madre de Bolesław, Dobrawa, murió en 977; su padre, viudo, se casó con Oda de Haldensleben, que ya había sido monja. Por esa época, Bolesław se convirtió en el gobernante de Pequeña Polonia, aunque no se sabe exactamente en qué circunstancias. Jerzy Strzelczyk dice que Bolesław recibió Pequeña Polonia de su padre; Tadeusz Manteuffel afirma que arrebató la provincia a su padre con el apoyo de los señores locales; y Henryk Łowmiański escribe que su tío, Boleslao II de Bohemia, le concedió la región.

## Acenso al poder y consolidación

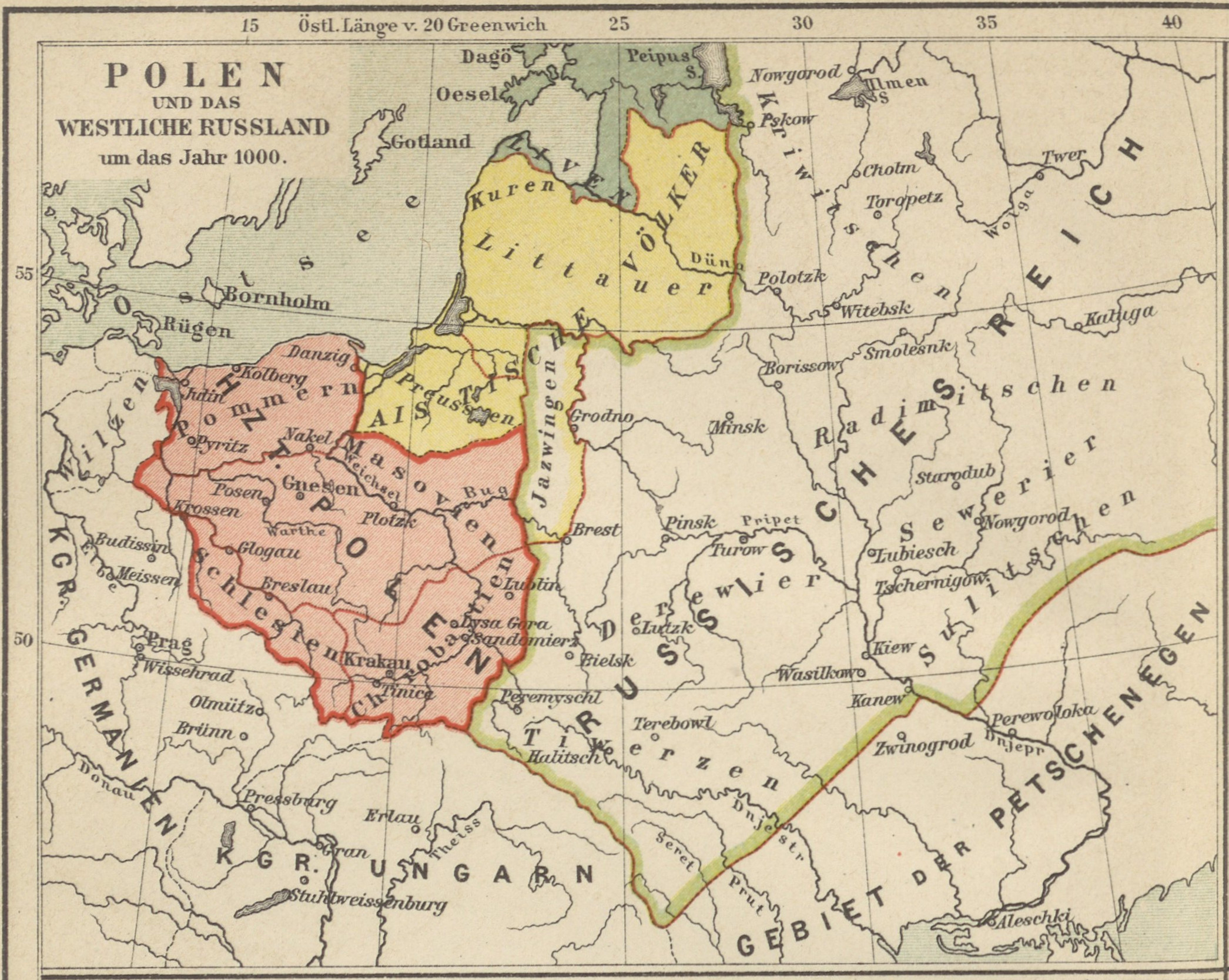
Mapa que representa a Polonia en el, y partes de Pomerania conquistadas temporalmente al comienzo del reinado de Bolesłao.

Mieszko I murió el 25 de mayo de 992. El coetáneo Thietmar de Merseburg registró que Mieszko dejó "su reino para ser dividido entre muchos reclamantes", pero Bolesłao unificó el país "con astucia de zorro" y expulsó a su madrastra y a sus hermanastros de Polonia. Dos señores polacos Odilien y Przibiwoj, que la habían apoyado a ella y a sus hijos, fueron cegados por orden de Bolesłao. El historiador Przemysław Wiszewski dice que Bolesłao ya había tomado el control de toda Polonia en 992; Pleszczyński escribe que esto sólo ocurrió en los últimos meses de 995.
Las primeras monedas de Bolesłao se emitieron alrededor del año 995. Una de ellas llevaba la inscripción Vencievlavus, lo que demuestra que consideraba al tío de su madre, el duque Wenceslao I de Bohemia, como patrón de Polonia. Bolesłao envió refuerzos al Sacro Imperio Romano para luchar contra los eslavos polacos en el verano de 992. Bolesłao dirigió personalmente un ejército polaco para ayudar a las tropas imperiales a invadir la tierra de los Abodrites o Veleti en el año 995. Durante la campaña, conoció al joven monarca alemán, Otón III.
Soběslav, jefe de la dinastía bohemia Slavník, también participó en la campaña de 995. Aprovechando la ausencia de Soběslav, Boleslav II de Bohemia invadió los dominios de los Slavník e hizo asesinar a la mayoría de los miembros de la familia. Tras conocer el destino de sus parientes, Soběslav se estableció en Polonia. Bolesław le dio cobijo "por el bien del santo hermano de [Soběslav]", El obispo Adalberto de Praga, según las hagiografías de este último. Adalberto (conocido como Wojciech antes de su consagración) también llegó a Polonia en el año 996, porque Bolesław "tenía una disposición bastante amistosa hacia él". Las hagiografías de Adalberto sugieren que el obispo y Bolesław cooperaron estrechamente. A principios de 997, Adalberto abandonó Polonia para hacer proselitismo entre los prusianos, que habían invadido las fronteras orientales del reino de Bolesław. Sin embargo, los paganos lo asesinaron el 23 de abril de 997. Bolesław rescató los restos de Adalberto, pagando su peso en oro, y lo enterró en Gniezno. Envió partes del cadáver del obispo mártir al emperador Otón III, que había sido amigo de Adalberto.

## Congreso de Gniezno y sus consecuencias (999-1002)

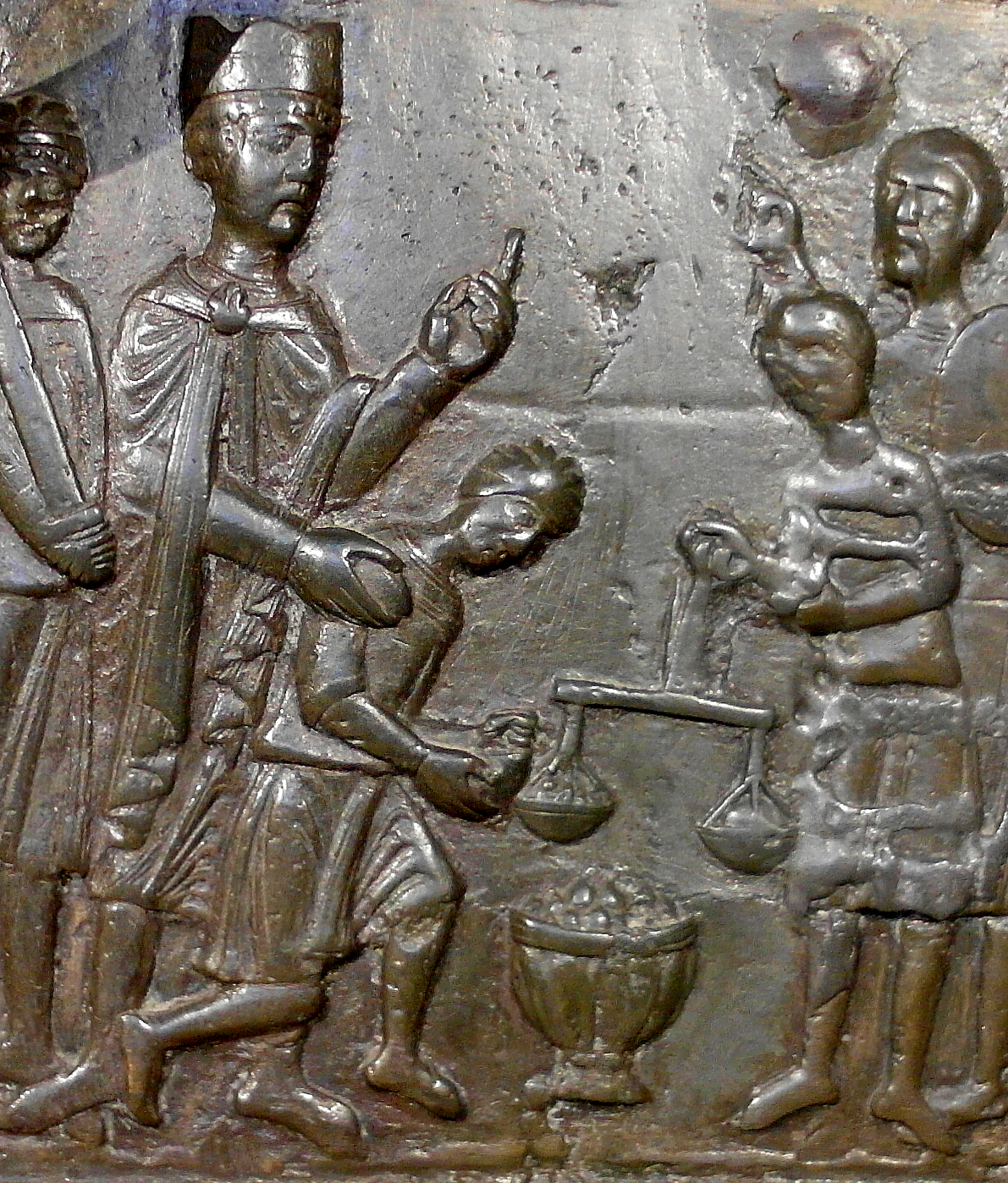
Boleslao I el Bravo compra el cadáver de San Adalberto de Praga a los prusianos, Puertas de Gniezno c. 1170

El emperador Otón III celebró un sínodo en Roma donde Adalberto fue canonizado a petición del emperador el 29 de junio de 999. Antes del 2 de diciembre de 999, el hermano de Adalberto, Radim Gaudentius, fue consagrado "arzobispo de San Adalberto". Otón III peregrinó a la tumba de San Adalberto en Gniezno, acompañado por el legado del papa Silvestre II, Roberto, a principios del año 1000. Thietmar de Merseburg mencionó que "sería imposible creer o describir" cómo Boleslao recibió al emperador y lo condujo a Gniezno. Un siglo más tarde, Gallus Anonymus añadió que "[m]aravillosas y maravillosas vistas puso Boleslao ante el emperador cuando llegó: las filas primero de los caballeros en toda su variedad, y luego de los príncipes, alineados en una espaciosa llanura como coros, cada unidad separada distinguida por los distintos y variados colores de su vestimenta, y no había ninguna prenda de calidad inferior, sino del material más precioso que pudiera encontrarse en cualquier lugar. "
Boleslao aprovechó la peregrinación del emperador. Tras la visita del emperador en Gniezno, Polonia comenzó a desarrollarse como un estado soberano, en contraste con Bohemia, que siguió siendo un estado vasallo, incorporado al Reino de Alemania. Thietmar de Merseburg condenó a Otón III por "hacer de un tributario un señor" en referencia a la relación entre el emperador y Boleslao. Gallus Anonymus destacó que Otón III declaró a Boleslao "su hermano y socio" en el Sacro Imperio Romano, llamando también a Boleslao "amigo y aliado del pueblo romano". El mismo cronista mencionó que Otón III "tomó la diadema imperial de su propia cabeza y la puso sobre la de Boleslao en prenda de amistad" en Gniezno. Boleslao también recibió "uno de los clavos de la cruz de nuestro Señor con la lanza de San Mauricio" del Emperador.

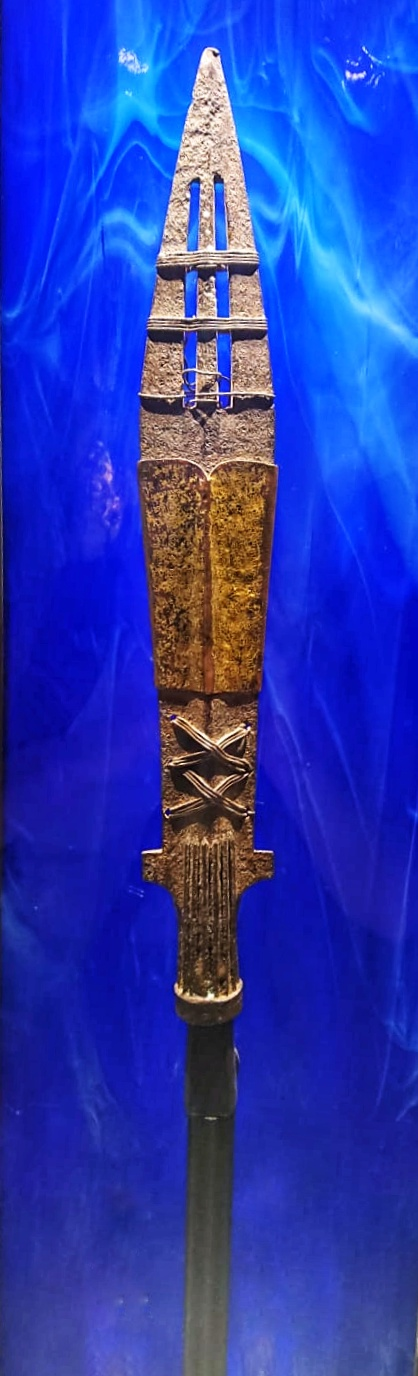
Réplica de Boleslao de la Santa Lanza, Colina de Wawel, Cracovia.

Gallus Anonymus afirmó que Boleslao fue "gloriosamente elevado a la realeza por el emperador" a través de estos actos, pero los actos del emperador en Gniezno sólo simbolizaban que Boleslao recibía prerrogativas reales, incluyendo el control de la Iglesia en su reino. Radim Gaudentius fue instalado como arzobispo de la recién creada Arquidiócesis de Gniezno. Al mismo tiempo, se crearon tres obispados sufragáneos, subordinados a la sede de Gniezno: las diócesis de Kołobrzeg, Cracovia y Breslavia. Boleslao había prometido que Polonia pagaría el Óbolo de Pedro a la Santa Sede para obtener la sanción del papa al establecimiento de la nueva archidiócesis. Unger, que había sido el único prelado de Polonia y se oponía a la creación de la archidiócesis de Gniezno, fue nombrado obispo de Poznań, subordinado directamente a la Santa Sede. Sin embargo, los plebeyos polacos sólo adoptaron lentamente el cristianismo: Thietmar de Merseburg dejó constancia de que Boleslao obligaba a sus súbditos, con severos castigos, a observar fastos y a abstenerse del adulterio:
Si alguien en esta tierra se atreve a abusar de una matrona extranjera y, por tanto, a cometer fornicación, el acto es inmediatamente vengado con el siguiente castigo. El culpable es conducido al puente del mercado, y su escroto se fija en él con un clavo. A continuación, tras colocar un cuchillo afilado junto a él, se le da a elegir entre la muerte o la castración. Además, a quien se le encuentre comiendo carne después de la Septuagesima se le castiga severamente, arrancándole los dientes. La ley de Dios, recién introducida en estas regiones gana más fuerza por tales actos de fuerza que por cualquier ayuno impuesto por el obispo Thietmar de Merseburg: Chronicon
Durante el tiempo que el emperador pasó en Polonia, Boleslao también hizo gala de su opulencia. Al final de los banquetes, "ordenó a los camareros y a los coperos que recogieran los recipientes de oro y plata... de los coursis de los tres días, es decir, las copas y los vasos, los cuencos y los platos y los cuerno para beber, y se los presentó al emperador como un toque de honor... [También se les dijo a sus sirvientes que recogieran los tapices y las mantas, las alfombras y los manteles y las servilletas y todo lo que se había proporcionado para sus necesidades y lo llevaran a los aposentos del emperador", según Gallus Anonymus. Thietmar de Merseburg registró que Boleslao presentó a Otón III una tropa de "trescientos guerreros acorazados". Boleslao también entregó el brazo de San Adalberto al emperador.
Tras el encuentro, Boleslao acompañó a Otón III a Magdeburgo en Alemania, donde "celebraron el Domingo de Ramos con gran festividad" el 25 de marzo de 1000. Un continuador de la crónica de Adémar de Chabannes recogió, décadas después de los hechos, que Boleslao también acompañó al emperador Otón desde Magdeburgo hasta Aquisgrán, donde Otón III hizo reabrir la tumba de Carlomagno y entregó el trono de oro de Carlomagno a Boleslao.
Un evangelio ilustrado, realizado para Otón III hacia el año 1000, representaba a cuatro mujeres que simbolizaban a Roma, Gallia, Germania y Sclavinia rindiendo homenaje al emperador que se sentaba en su trono. El historiador Alexis P. Vlasto escribe que "Sclavinia" se refería a Polonia, lo que demuestra que se consideraba uno de los reinos cristianos sometidos al Sacro Imperio Romano Germánico de acuerdo con la idea de Otón III de la Renovatio imperii , la renovación del Imperio Romano basada en un concepto federal. En ese marco, Polonia, junto con Hungría, fue elevada a un foederatus oriental del Sacro Imperio Romano Germánico, según el historiador Jerzy Strzelczyk.
Las monedas acuñadas para Boleslao poco después de su encuentro con el emperador llevaban la inscripción Gnezdun Civitas, lo que demuestra que consideraba Gniezno como su capital. El nombre de Polonia también se registró en las mismas monedas refiriéndose a los príncipes Polonie  [sic]. El título de princeps se utilizaba casi exclusivamente en Italia en esa época, lo que sugiere que también representaba la idea del emperador de renovar el Imperio Romano. Sin embargo, la prematura muerte de Otón III el 23 de enero de 1002 puso fin a sus ambiciosos planes. El coetáneo Bruno de Querfurt afirmó que "nadie lamentó" la "muerte del emperador de 22 años con mayor dolor que Boleslao".
En el año 1000 Boleslao promulgó una ley que prohibía la caza de castores y creó una oficina llamada "Bobrowniczy" cuya tarea era hacer cumplir las ordenanzas del príncipe.